# Louis Kürsteiner

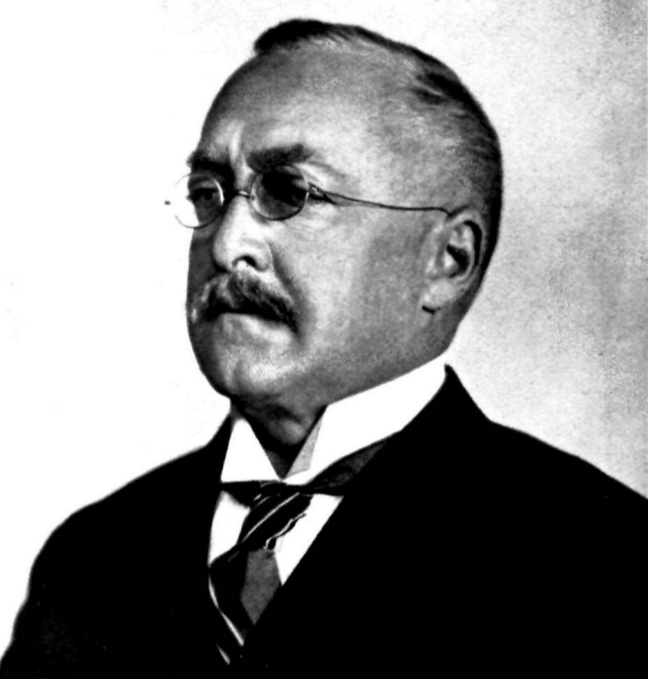
Louis Kürsteiner

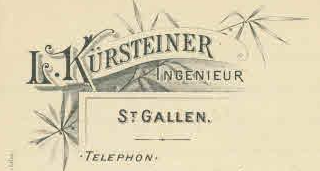
Briefkopf von Kürsteiner (1896)

Louis Kürsteiner (* 17. August 1862 in Gais als Karl Ludwig Heinrich Kürsteiner; † 13. Oktober 1922 in Zürich; heimatberechtigt in Gais) war ein Schweizer Bauingenieur.

## Biographie
Louis Kürsteiner war ein Sohn von Ludwig Kürsteiner, Posthalter und Gemeindehauptmann, und Friedericke Heim. Im Jahr 1889 heiratete er Fanny Gschwind. Nach dem Besuch der Kantonsschule St. Gallen studierte Kürsteiner am Polytechnikum in Zürich (heute ETH Zürich) Bauingenieurwesen. Er arbeitete von 1887 bis 1889 am Panamakanal mit und eröffnete nach seiner Rückkehr in St. Gallen ein Ingenieurbüro an der Rosenbergstrasse 36 nahe dem Bahnhof. 1912 verlegte Kürsteiner sein Büro nach Zürich. Während 13 Jahren war der spätere polnische Staatspräsident Gabriel Narutowicz sein Mitarbeiter und spätere Teilhaber.
Kürsteiners Weltruf basierte auf seinen Wasserversorgungsanlagen, von denen über 200 in der Ostschweiz entstanden, Kanalisationen (Bad Ragaz, Gossau SG, Romanshorn und Wil SG) und Expertisen (Athen, Piräus, Saloniki und Bahia). Er ist bekannt für den Bau von Bahnstrecken (Wetzikon–Meilen, Tramelan–Le Noirmont, St. Gallen–Herisau, Langenthal-Jura-Bahn, Appenzell–Wasserauen, Altstätten–Gais, Gais-Appenzell, Verbindungsbahn Rheineck-Ruderbach), sowie Arbeiten auf dem Gebiet der Wasserkraftwerke wie das Kraftwerk Kubel mit dem Gübsensee und dessen Zuleitungen mit dem Siphon Sitterstollen. In Zusammenarbeit mit der Maschinenfabrik Oerlikon (MFO) arbeitete er das Projekt für den Sihlsee mit Kraftnutzung durch das Etzelwerk aus. Er realisierte Wasserkraftwerke in Norwegen sowie Turkestan und entwickelte eine Formel für den Hochwasserabfluss.